# Dallington
Dallington est une paroisse civile et un village du Sussex de l'Est, en Angleterre.